# Артилерийска бригада на Кумановската дивизия
Артилерийска бригада на Кумановската дивизия е комунистическа партизанска единица във Вардарска Македония, участвала в така наречената Народоосвободителна войска на Македония.
Създадена е в местността Широк дол, Струмишко в края на октомври 1944 година. Състои се от три батареи с 9 оръдия и 154 борци и е придадена към състава на Кумановската дивизия на НОВЮ.